# Endiandra xanthocarpa
Endiandra xanthocarpa är en lagerväxtart som beskrevs av B.P.M. Hyland. Endiandra xanthocarpa ingår i släktet Endiandra och familjen lagerväxter. Inga underarter finns listade i Catalogue of Life.